# دات نجوين (ملاكم)
دات نجوين (بالإنجليزية: Dat Nguyen)‏ مواليد 10 أكتوبر 1982 في فيتنام، هو ملاكم محترف أمريكي يصنف ضمن فئة وزن الريشة.

## إحصائيات
خاض خلال مسيرته 18 نزالا، فاز في 17 ولم يتعادل وخسر في 1. فاز بالضربة القاضية في 6 نزالات.

## روابط خارجية
- دات نجوين على موقع بوكس ريك (الإنجليزية) (registration required)